# Катарина фон Цимерн
Катарина фон Цимерн (на немски: Katharina von Zimmern; * 1478, Мескирх; † 17 август 1547, Цюрих) от фамилията фон Цимерн, е последната имперска абатиса на манастир „Фраумюнстер“ в Цюрих.

## Биография
Тя е третата дъщеря на Йохан Вернер I фон Цимерн „Стари“ (1454 – 1495) и съпругата му Маргарета фон Йотинген († 1528), дъщеря на граф Вилхелм I фон Йотинген († 1467) и Беатриче дела Скала († 1466). Тя е леля на Фробен Кристоф фон Цимерн (1519 – 1566), авторът на „Цимерската хроника“, граф на Цимерн-Мескирх.
Фамилията ѝ бяга от Мескирх в Швейцария, след като баща ѝ през 1488 г. получава „имперска присъда“.
Катарина и сестра ѝ Анна (* 1473; † 1517/1523) влизат ок. 1491 г. в манастир „Фраумюнстер“ в Цюрих. След две години, на 18-годишна възраст, Катарина става абатиса на манастира „Фраумюнстер“ в Цюрих. По времето на реформацията в края на 1524 г. тя дава абатството на град Цюрих и се омъжва за Еберхард фон Райшах († 11 октомври 1531, битката при Капел). Двамата живеят първо в Шафхаузен, по-късно в Дисенхофен. През 1529 г. двойката, след амнистия, отива да живее обратно в Цюрих. Те имат най-малко две деца: син без име и дъщерята Анна, която се омъжва за Ханс Хайнрих фон Мандах, юнкер от Шафхаузен. Вероятно те имат още една дъщеря, омъжена за Винценц Шпигелберг.
След смъртта на нейния съпруг през 1531 г. на бойното поле, Катарина живее в Цюрих. През 1536 г. тя се отказва след обезщетение от правото си да живее във „Фраумюнстеркомплекс“ и купува къщата „Бракен“, и през 1540 г. къщата „Моренкопф“, Ноймаркт, Цюрих.
През 1545 г. тя е наричана още абатиса. Занимава се със строителство и колекциониране на изкуство.
Умира на 17 август 1547 г. на ок. 70 години. Нейното наследство отива на дъщеря ѝ Анна. Втората ѝ дъщеря има неуспешни претенции също за наследството.

## Галерия
- Последната къща на Катарина фон Цимерн в Цюрих
- Къщата „Моренкопф“, Ноймаркт, Цюрих 13
- Табела на къщата „Моренкопф“, 2000
- Къщата „Бракен“, Обердорфщрасе 17
- Фраумюнстер